# Francesco Boni (presbitero)
Francesco Boni detto Franco (Ponteccio, 7 gennaio 1773 – Fosdinovo, 22 aprile 1852) è stato un presbitero italiano.

## Biografia
Laureato in utroque jure il 15 maggio 1798 presso l'Università di Pisa, fu parroco della chiesa di Sant'Andrea Apostolo di Magliano dal giugno 1800.
Scrive Raffaello Raffaelli nella sua Descrizione... della Garfagnana (1979) che:
La chiesa di Sant'Andrea apostolo di Magliano fu elevata dal Vescovo di Sarzana nel 1800 a Prepositura perpetua a riguardo de' meriti del Parroco, Dottor Don Francesco Boni di Ponteccio [...].

## La disputa di Ponteccio
Francesco Boni fu al centro di una disputa con parte della popolazione di Ponteccio, causata dagli annosi problemi derivanti dalla lontananza di Ponteccio dalla chiesa parrocchiale di Magliano e dalla pretesa di alcuni parrocchiani che il parroco di Magliano mantenesse a sue spese un cappellano a Ponteccio. La disputa fu inutilmente portata davanti all'autorità civile.
(Scrive don Francesco)
E ancora:
(Scrive don Francesco)
Questa lunga vertenza, che per un verso o per l'altro si protraeva dal 1500, si risolverà finalmente nel 1841 con l'accordo raggiunto tra gli abitanti di Ponteccio e Gragna per il mantenimento di un cappellano:
Francesco Boni dovette anche per lungo tempo confrontarsi con l'invidia e la calunnia del compaesano don Antonio Banchieri, che ricorse in tutti i modi sia contro la sua elezione a parroco, sia contro il suo stesso ministero sacerdotale, estendendo il suo rancore all'intera famiglia Boni.
A quell'epoca per la nomina del parroco la popolazione procedeva a un'elezione tra diversi sacerdoti concorrenti.
Scrive Antonio Banchieri, in un suo ricorso al vescovo di Sarzana del dicembre 1820, che
«[...] dalli Signori Boni si usarono tutti i mezzi forzosi ed ingiusti per fare ritrattare il mandato a varii di Ponteccio e Gragna con minacce, molti de' quali debitori a detta Famiglia per Polizze fatte alli Sig.ri Marchiò di S. Donnino per farina, ed altri per avere la protezione del Sig. Segretario , i quali li ometto per non creare tedio all'E. V.».
Sempre secondo il Banchieri, il 21 giugno 1800:
«seguì il concorso, onde furono esclusi i Concorenti. Passerò sotto silenzio i modi co' quali furono impediti, perché troppo vergognosi e solo dirò che il Rev.do Sacerdote Bosi di Soraggio si fece coraggio e volle presentarsi, ma cosa scandalosa, dové protestarsi di concorere ad honorem e riportò 8 voti, onde il Boni fu solus in concorsu, e le risposte le presentò la sera, quando mai s'è dato che la Parrocchia di Magliano si à un solo giovane d'anni 24».
Il ricorso e le varie altre lamentele e calunnie contro don Francesco — da mettere forse in relazione, come supposto precedentemente, anche con la piccola “guerra di religione” provocata dall'erezione della chiesa di Sant'Antonio abate — non dovettero sortire alcun effetto. Egli rimase parroco di Magliano fino al 1832, quando fu promosso vicario foraneo a Fosdinovo in Lunigiana.
I rancori nei suoi confronti dovettero protrarsi a lungo. Dice infatti una circolare inviata dal governatore della Garfagnana al sindaco di Giuncugnano in data 24 ottobre 1828:
«So che alcuni imprudenti e sfaccendati di Ponteccio addebitano falsamente il Signor Proposto di Magliano di avere provocato misure coercitive contro i noti individui di detto luogo. Quale carico viene fatto ad altri individui della famiglia dello stesso Signor Proposto. Scrivo a questo rendendogli la giustificazione, che merita interesse per altro di non lasciare mezzo intentato onde tenere in quiete e fermezza e lui e la famiglia. Quindi la invito a vegliare e fare attentamente vegliare su qualunque individuo di Ponteccio e del comune che pescando nel torbido, o per animosità, o anche per semplice impudenza si permettesse nuove jattanze, o discorsi anco equivoci sull'esposto oggetto, tanto in ordine a detto Signor Preposto, quanto per altri individui di sua famiglia, dandomi in caso pronto rapporto per quelle misure del maggiore rigore che il Governo, come è ben giusto, si propone di non risparmiare».
E ancora in data 10 ottobre 1831:
«Mi è stato riferito che nella notte dal 2 al 3 corrente sia stato fatto un insulto alla canonica e al campanile della chiesa parrocchiale di Magliano consistente in una imbiancatura a calcina alla porta della canonica e ad un uscio e due finestre della medesima.
Vengono indotti per informatori Leopoldo e Teresa di Giuseppe Pighini, Pellegrino Franchi, Maria Domenica in Malatesta ed Ambrogio figlio dei suddetti. La invito, Sig.r Sindaco, ad assumere mediante gli indicati testimoni, o come meglio ravviserà, le opportune informazioni in ordine all'esposto e ad oggetto di scoprire gli autori, riferendomi poi il risultato per quelle misure che ravviserò del caso».
Probabilmente, con il suo trasferimento a Fosdinovo l'anno successivo finirono anche i dissapori.